# Wacław Rolicz-Lieder

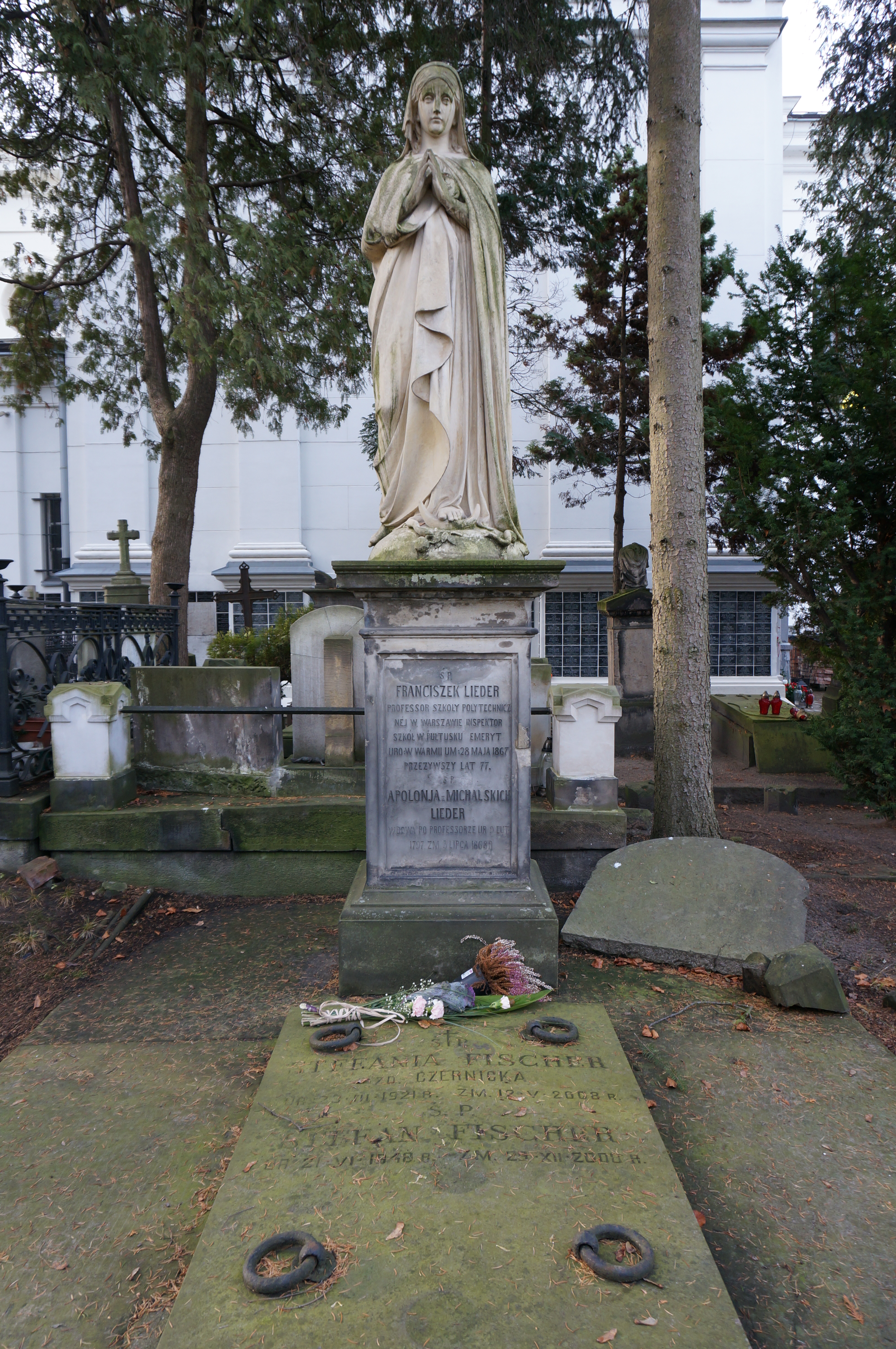
Grób Wacława Rolicza-Liedera na cmentarzu Powązkowskim

Wacław Koźma Damian Rolicz-Lieder (ur. 27 września 1866 w Warszawie, zm. 25 kwietnia 1912 tamże) – polski poeta końca XIX wieku, prekursor Młodej Polski. Kojarzony z początkami polskiego symbolizmu. Bliski przyjaciel i tłumacz niemieckiego poety Stefana Georgego.

## Życie i twórczość
Wacław Lieder urodził się w Warszawie, w rodzinie o warmińskich korzeniach. Wzrastał w domu o literackich tradycjach. Jego ojciec, Jan Lieder, był urzędnikiem bankowym i właścicielem kamienicy, miał też za sobą próby literackie; pieczętował się po 1896 roku herbem Rola, skąd przyszły przydomek poety. W 1883 roku Wacław Lieder usunięty został z rosyjskiego gimnazjum z powodu konfliktu z nauczycielem; opisał później to zdarzenie w wierszu Szkoła (Poezje II). Kontynuował naukę w Krakowie, a w końcu zapisał się na Wydział Prawa na Uniwersytecie Jagiellońskim. Studiował tam również m.in. gramatykę języka arabskiego – którego naukę podjął na nowo podczas czteroletniego pobytu w Paryżu na École Nationale des Langues Orientales Vivantes oraz na Uniwersytecie Wiedeńskim. Do Warszawy powrócił ostatecznie w 1897 roku.
W roku 1888 przygotowywał swój pierwszy tom poetycki, zatytułowany Poezje I. Udało mu się go wydrukować rok później w prestiżowej krakowskiej drukarni Wacława Anczyca. Po 15 miesiącach sprzedało się zaledwie 12 egzemplarzy książki, na co wpływ miały bardzo niskie zainteresowanie publiczności poezją w tamtym czasie i rosyjska cenzura, która nie dopuściła tomu do rozpowszechniania w zaborze rosyjskim. W 1890 poeta rozesłał więc do czasopism broszurę Z księgi lirycznej, zawierającą kilka nowych utworów i zachętę do prenumeraty drugiego tomu poezji. Broszura spotkała się z negatywnymi recenzjami; zainteresowanie poezją Liedera zdradzili jedynie Antoni Lange, Jan Kasprowicz oraz Zenon Przesmycki.
Zniechęcony recepcją swojej twórczości Lieder postanowił wydawać swoje kolejne tomy poetyckie w bardzo niskich nakładach (od 50 do nawet 20 egzemplarzy) z zakazem przedruków oraz omówień w prasie. W ten sposób wydrukował (z miejscem druku fałszywie oznaczonym jako Paryż – wszystkie jego tomy były nadal drukowane przez Anczyca) Poezje II, Wiersze III, Moja Muza. Wierszów ciąg czwarty oraz Wiersze V. W 1897 roku, po powrocie do kraju, zrezygnował z tej praktyki i przedrukował niektóre z tych niskonakładowych wydań w tomie Wierszów księgi pierwsze, drugie i trzecie powtóre wydane (1898). Mimo tym razem przychylnych recenzji w swoich dwóch ostatnich tomikach powrócił do drukowania swoich wierszy w niskich nakładach, choć tym razem już bez zakazu omówień w prasie.
Maria Podraza-Kwiatkowska nazwała Liedera jednym z najoryginalniejszych poetów Młodej Polski. Osobność i ekscentryczność jego poezji polega według badaczki na nawiązaniach nie tylko do Juliusza Słowackiego czy Charles’a Baudelaire’a, poetów popularnych w drugiej połowie XIX wieku, ale również poezji staropolskiej, zwłaszcza Jana Kochanowskiego.
Z powodu niskonakładowych wydań swoich poezji Rolicz-Lieder nie był właściwie znany poetom Młodej Polski i nie wywarł na nich żadnego wpływu. Uczestniczył jednak w życiu europejskiego środowiska literackiego końca XIX wieku. Przyjaźnił się ze Stefanem Georgem, którego utwory tłumaczył na język polski, i dzięki którego przekładom swoich poezji stał się znany m.in. w Niemczech. W jednym ze swych utworów deklarował:

Wśród ciągłych burz, przeciwieństw kul

Gra bardon mój eolski:

Jam Bogów syn, serc ludzkich Król,

Poeta młodej Polski!

Rolicz-Lieder zajmował się nie tylko poezją, ale i językoznawstwem. Opublikował kilka rozpraw naukowych (m.in. Krakof i Olof dwaj bajeczni władcy Wawelu. Dociekanie archeologiczno-filologiczne, Warszawa 1910), które nie zostały jednak dobrze odebrane przez ówczesne środowisko akademickie. Zainteresowania lingwistyczne Rolicz-Liedera miały również wpływ na jego utwory poetyckie, do których językowe inspiracje niejednokrotnie czerpał ze Słownika Samuela Bogumiła Lindego.
Został pochowany na cmentarzu Powązkowskim (kwatera 7-3-10/11).

## Wybrane dzieła
- 1889 Poezje I
- 1891 Poezje II
- 1895 Wiersze III
- 1896 Moja Muza. Wierszów ciąg czwarty
- 1897 Wiersze V
- 1898 Wierszów księgi pierwsze, drugie i trzecie powtóre wydane (antologia)
- 1903 Nowe wiersze
- 1906 Pieśnie niepodległe

Dwa ostatnie tomy były już tylko przedrukami dawniejszych wierszy, w większości niedrukowanych wcześniej. Ponadto Rolicz-Lieder opublikował w 1895 roku książkę Abu Sajid Fadlullah ben Abulchajr i tegoż czterowiersze, przekłady poety perskiego z X wieku.